# Rika Davids
Pour les articles homonymes, voir Davids.
Rebecca David, dite Rika Davids, est une comédienne et chanteuse néerlandaise, née le 4 septembre 1885 à Rotterdam et morte le 2 juillet 1943 dans le camp d'extermination de Sobibor.

## Biographie
Issue d'une famille juive de Rotterdam, avec un père comédien, Rika Davids est la sœur du chanteur Louis Davids et de l'actrice et chanteuse Heintje Davids.
En 1943, elle est déportée au camp de Westerbork puis au camp d'extermination de Sobibor où elle meurt le 2 juillet 1943.